# 사네히토 친왕 (아즈치모모야마 시대)

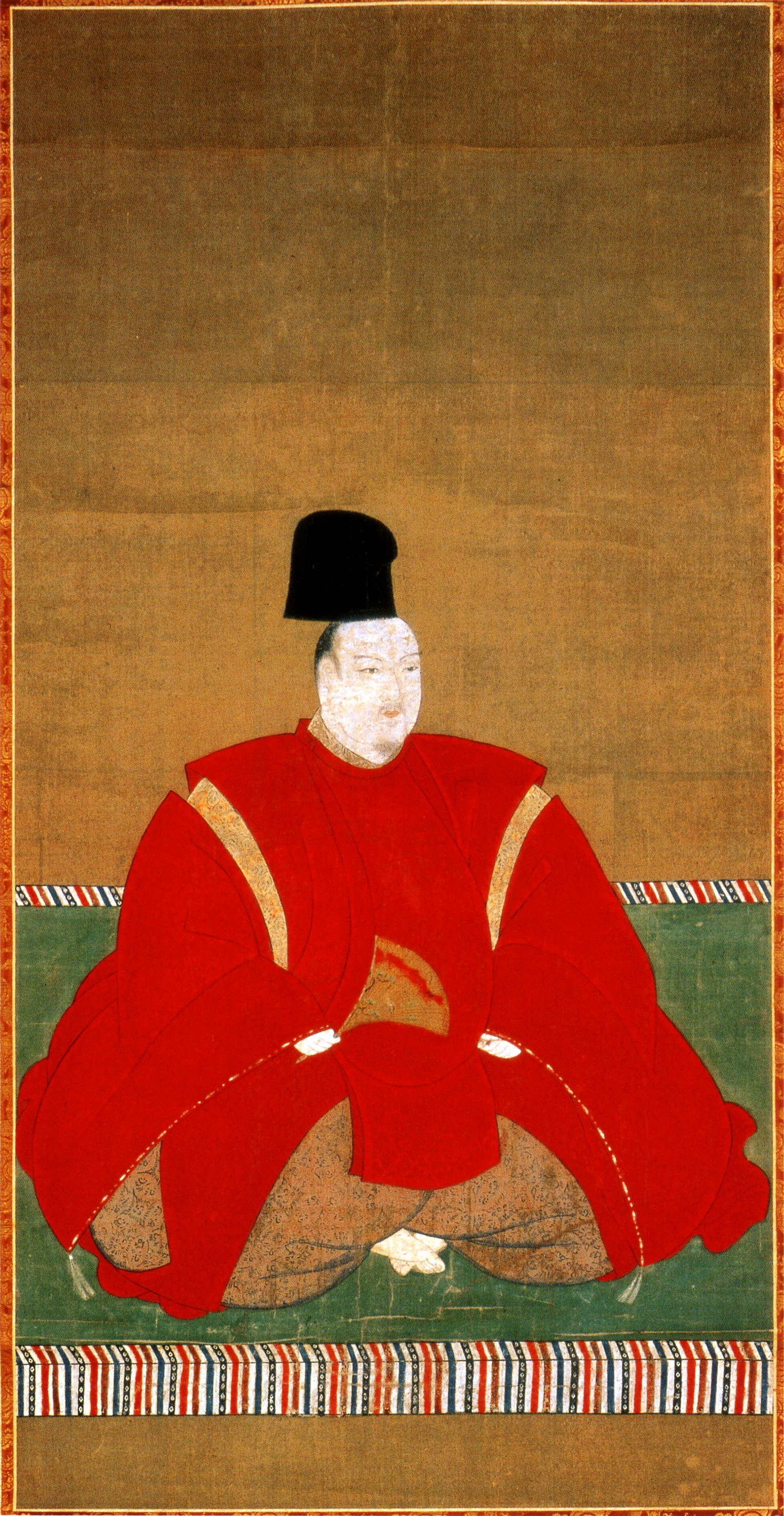
사네히토 친왕

사네히토 친왕(일본어: 誠仁親王) 또는 요코인(일본어: 陽光院 또는 요코 태상천황(일본어: 陽光太上天皇, 1552년 5월 16일 ~ 1586년 9월 7일)은 일본의 황족이자 황태자이며, 제 106대 천황 오기마치 천황의 다섯째 아들이다.
오기마치 천황의 아들 중 유일하게 성년이 될 때까지 생존하여 황태자로 책봉되었으나, 그 역시 부황보다 먼저 죽었다. 뒤이어 그의 아들이자, 오기마치 천황의 황태손인 고요제이 천황이 107대 천황으로 즉위하면서 요코인으로 추존되었다.

## 같이 보기
- 태상천황